# Chewra Kadisza
Chewra Kadisza – charytatywne stowarzyszenie żydowskie – bractwo pogrzebowe, działające we wszystkich gminach żydowskich.
Pierwsze bractwa powstały w XVIII wieku. 
W okresie nowożytnym bractwa istniały w każdej gminie żydowskiej. Zajmowały się organizacją pogrzebów oraz dbały o teren cmentarza. W przypadku, gdy w gminie żydowskiej nie działało bractwo zajmujące się chorymi, te obowiązki przypadały Chewrze Kadiszy.  
Bractwa funkcjonowały niezależnie, posiadały własne władze i własne fundusze. Najważniejszymi urzędnikiem Kadiszy byli gabaje (kierowali bractwem), zastępcy gabajów, wiernicy (kasjerzy). Wszyscy byli wybierani w wyborach i za swą pracę nie pobierali wynagrodzenia.  
Przynależność do bractwa była dobrowolna. Członkiem Chewry Kadiszy zostawało się po okresie próbnym, z reguły trzyletnim. 
Bractwo nie pobierało opłat za pogrzeb od najbiedniejszych członków gminy żydowskiej. 